# بنك إيطاليا
بنك إيطاليا والمعروف باللغة الإيطالية كما (بانكا ديتاليا pronounced ‎[ˈbaŋka diˈtaːlja]‏)، هو البنك المركزي لإيطاليا وجزء من النظام الأوروبي للبنوك المركزية. يقع في قصر كوخ، عبر ناسيونال، روما، الذي تولى المكتب في 1 نوفمبر 2011.

## المهام
بعد أن تحولت السياسة النقدية وسياسات سعر الصرف في عام 1998 إلى البنك المركزي الأوروبي، ضمن الإطار المؤسسي الأوروبي، ينفذ البنك القرارات، ويصدر الأوراق النقدية باليورو ويسحب ويدمر القطع البالية.
أصبحت الوظيفة الرئيسية هي الإشراف المصرفي والمالي. الهدف هو ضمان استقرار وكفاءة النظام والامتثال للقواعد واللوائح ؛ يتابع البنك ذلك من خلال التشريعات الثانوية والضوابط والتعاون مع السلطات الحكومية.
بعد الإصلاح في عام 2005، والذي كان مدفوعًا بفضائح الاستحواذ، فقد البنك سلطة مكافحة الاحتكار الحصرية في قطاع الائتمان، والذي تمت مشاركته الآن مع هيئة المنافسة الإيطالية.
وتشمل المهام الأخرى، الإشراف على السوق، والإشراف على نظام الدفع وتقديم خدمات التسوية، وخدمة خزانة الدولة، وسجل الائتمان المركزي، والتحليل الاقتصادي والاستشارات المؤسسية.
اعتبارًا من 2017، امتلك بنك إيطاليا 2.451.8 طنًا من الذهب، ثالث أكبر احتياطي للذهب في العالم.

## روابط خارجية
- eabh (الرابطة الأوروبية للتاريخ المصرفي والمالي الخامس. )